# Henri Gaillot
Pour l’article ayant un titre homophone, voir Henri Gayot.
Pour les articles homonymes, voir Gaillot.
 Henri Gaillot (1896-1944) fut, pendant la Seconde Guerre mondiale, un agent belge du service secret britannique Special Operations Executive.

## Biographie
Henri Hubert Gaillot naît le 21 juin 1896, en Belgique, d'Alexandre et Marie Gaillot.
Recruté par le Special Operations Executive, section F sous le matricule 282433, il accède au grade de lieutenant.
Le 22 juin 1943, il est commissionné, à Londres. Le 24, il est parachuté en France, pour devenir, avec le nom de guerre « Ignace » et le code opérationnel DEACON (diacre), l’assistant de François Vallée « Oscar », chef du réseau Pearson. Sa mission comporte plusieurs volets : accompagner l’opérateur radio Georges Clément « Édouard » (en tant que garde du corps et porteur de son poste, de place en place), sabotages (usines travaillant pour les Allemands, réservoirs de pétrole et transformateurs électriques), préparation de sabotages ferroviaires pour le jour J.
Le 3 février 1944, après que le réseau Pearson s'est effondré, Gaillot cherche à rentrer en Angleterre avec François Vallée. Ils sont arrêtés par la Gestapo au moment de quitter Paris pour une opération de ramassage par Lysander. On les voit pour la dernière fois dans la prison du 3, place des États-Unis. Ils auraient été exécutés à Gross-Rosen en août ou septembre 1944 ou le 1er mars 1944.

## Reconnaissance

### Distinctions
- Belgique : 
  -  Ordre de Léopold.
- France :
  -  Croix de guerre 1939-1945,
  -  Médaille militaire,
  -  Médaille de la Résistance française.
- Royaume-Uni  :
  -   Mentioned in Despatches.

### Monuments
En tant que l'un des 104 agents du SOE section F morts pour la France, Henri Gaillot est honoré au mémorial de Valençay (Indre).
Son nom est inscrit sur le panneau 12, colonne 1 du Brookwood Memorial (Surrey).
Au mémorial du camp de concentration de Gross-Rosen, situé près de Rogoźnica (Pologne), une plaque honore la mémoire des dix-neuf agents de la section F qui y ont été exécutés en août-septembre 1944, dont Henri Gaillot. Réalisée en granit local, en provenance d'une carrière où devaient travailler les détenus, elle a été élevée sur l'initiative du Holdsworth Trust.